# Georg Petel

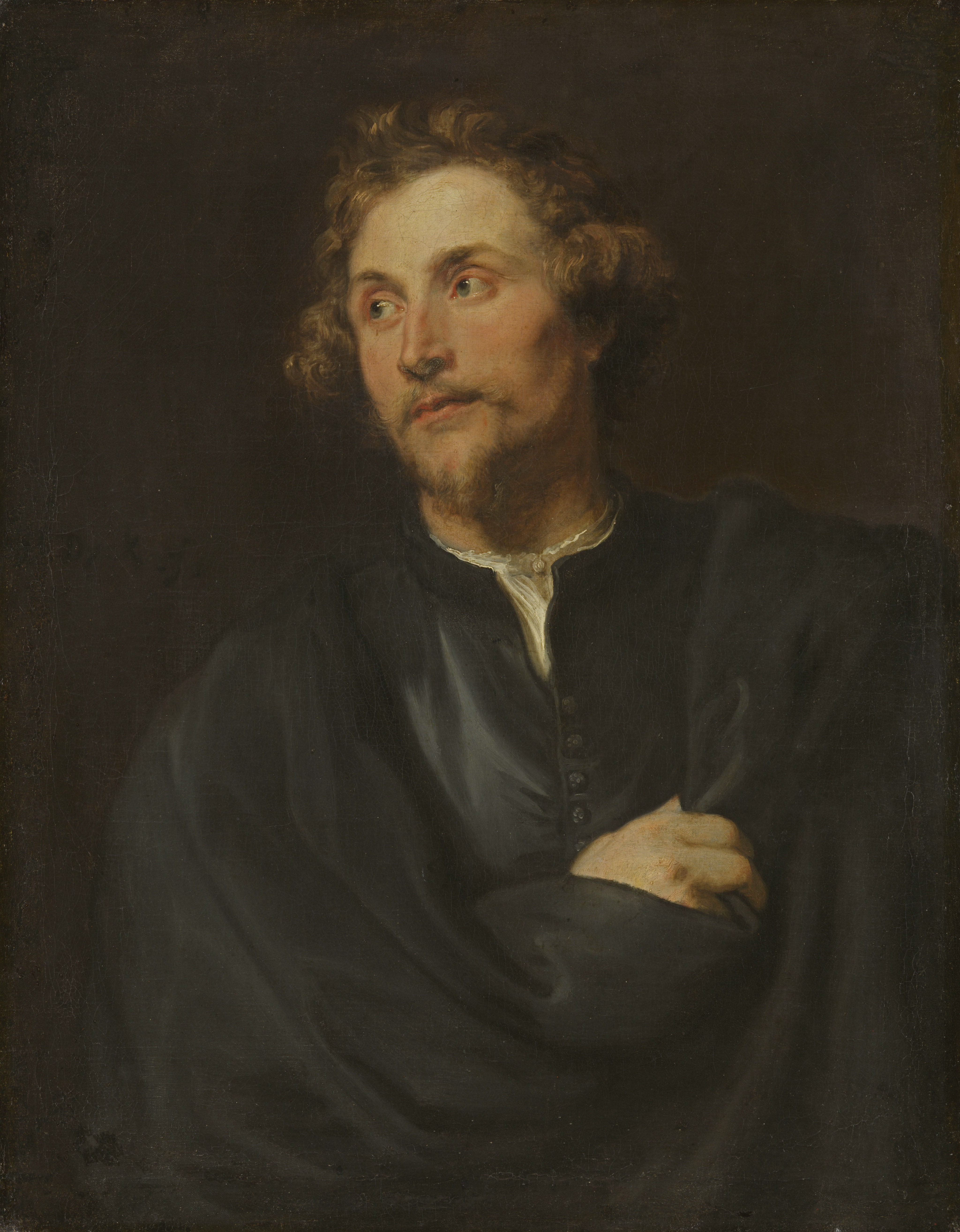
Georg Petel, geschilderd door Antoon van Dyck in 1628

Georg Petel (Weilheim (Monheim), 1601 of 1602 - Augsburg, januari 1635) was een Duits beeldhouwer en virtuoos ivoorsnijder. Zijn werken markeren het begin van de barokbeeldhouwkunst in Duitsland.

## Leven
Petel werd in 1601 of 1602 geboren in Weilheim, Beieren, ongeveer veertig kilometer ten zuidwesten van München, als zoon van Clement Petle (of Betle - alternatieve spellingen), een meubelmaker en beeldsnijder. Hij groeide op als wees omdat zijn beide ouders stierven toen hij nog een klein kind was. Bartholomäus Steinle, een plaatselijke houtsnijder, werd zijn voogd en was zijn eerste leermeester. Petel leerde ivoorsnijwerk in de hofmeubelmakerij van Christoph Angermair in München. Aan het begin van de Dertigjarige Oorlog verliet hij Duitsland en werd een rondtrekkende ambachtsman. In 1620/21 ontmoette hij Peter Paul Rubens in Antwerpen, die een belangrijke invloed had.  Later reisde hij via Parijs naar Rome.

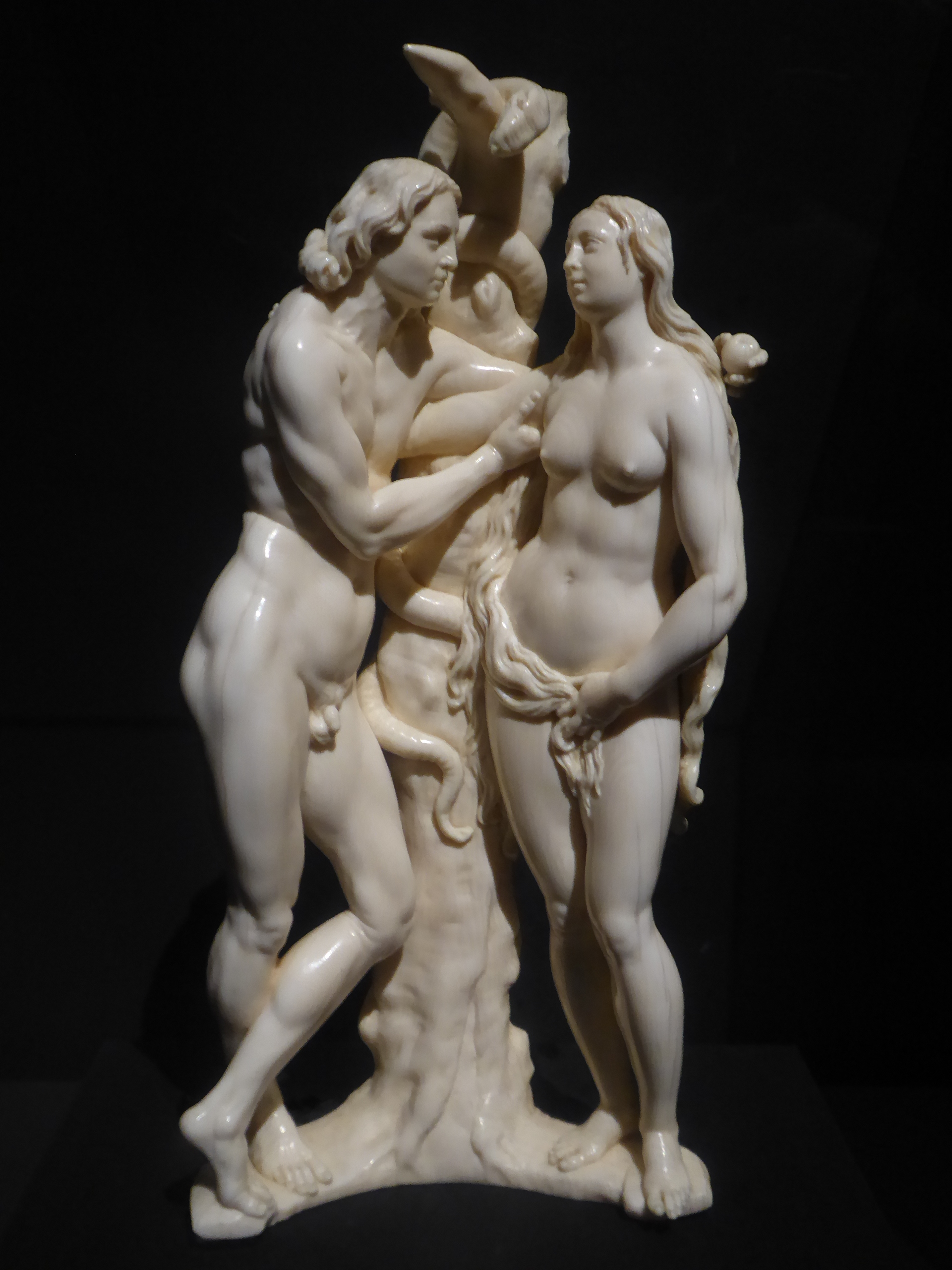
Adam en Eva, Rubenshuis'

In Rome kopieerde hij zowel antieke als moderne werken. Hier ontmoette hij ook Antoon van Dyck en François Duquesnoy, de belangrijkste Vlaamse vertegenwoordigers van de barok in respectievelijk de schilder- en beeldhouwkunst in Rome. Van 1622 tot 1624 verbleef hij in Genua, waar hij veel opdrachten kreeg van plaatselijke adellijke families. Hij werd door zijn opdrachtgevers beschouwd als de grootste ivoorsnijder van zijn tijd. Vervolgens reisde hij naar Livorno, waar hij studies maakte naar Pietro Tacca's bronzen Slaven, die deel uitmaakten van het monument voor Ferdinand I de' Medici op het Piazza della Darsena. In 1624 keerde hij terug naar Antwerpen, waar hij Rubens opnieuw bezocht.
Eind 1624 keerde Petel als vrije meester terug naar Duitsland en kreeg eerst opdrachten van verschillende keurvorsten en prinsen die hem als hofbeeldhouwer wilden engageren. Hij koos er echter voor om zich in de liberale stad Augsburg te vestigen. Hier zou hij de rest van zijn leven blijven wonen, afgezien van reizen naar de Zuidelijke Nederlanden. Tijdens een van deze reizen in 1633 maakte hij een borstbeeld van Rubens dat in zijn spontaniteit doet denken aan het werk van Gianlorenzo Bernini. Van Dyck schilderde zijn portret ook tijdens een van deze bezoeken aan Antwerpen, hoewel het portret mogelijk ook eerder in Rome is geschilderd (rond 1622-23).  In Augsburg kreeg hij veel opdrachten van de adel en de kerk. Hij maakte talrijke werken waaronder de tweede arbeid van Hercules, een zoutvat met de Triomf van Venus, beelden van Sint Sebastiaan en ook Sint Christoffel in de St. Moritzkerk, Augsburg (1628).

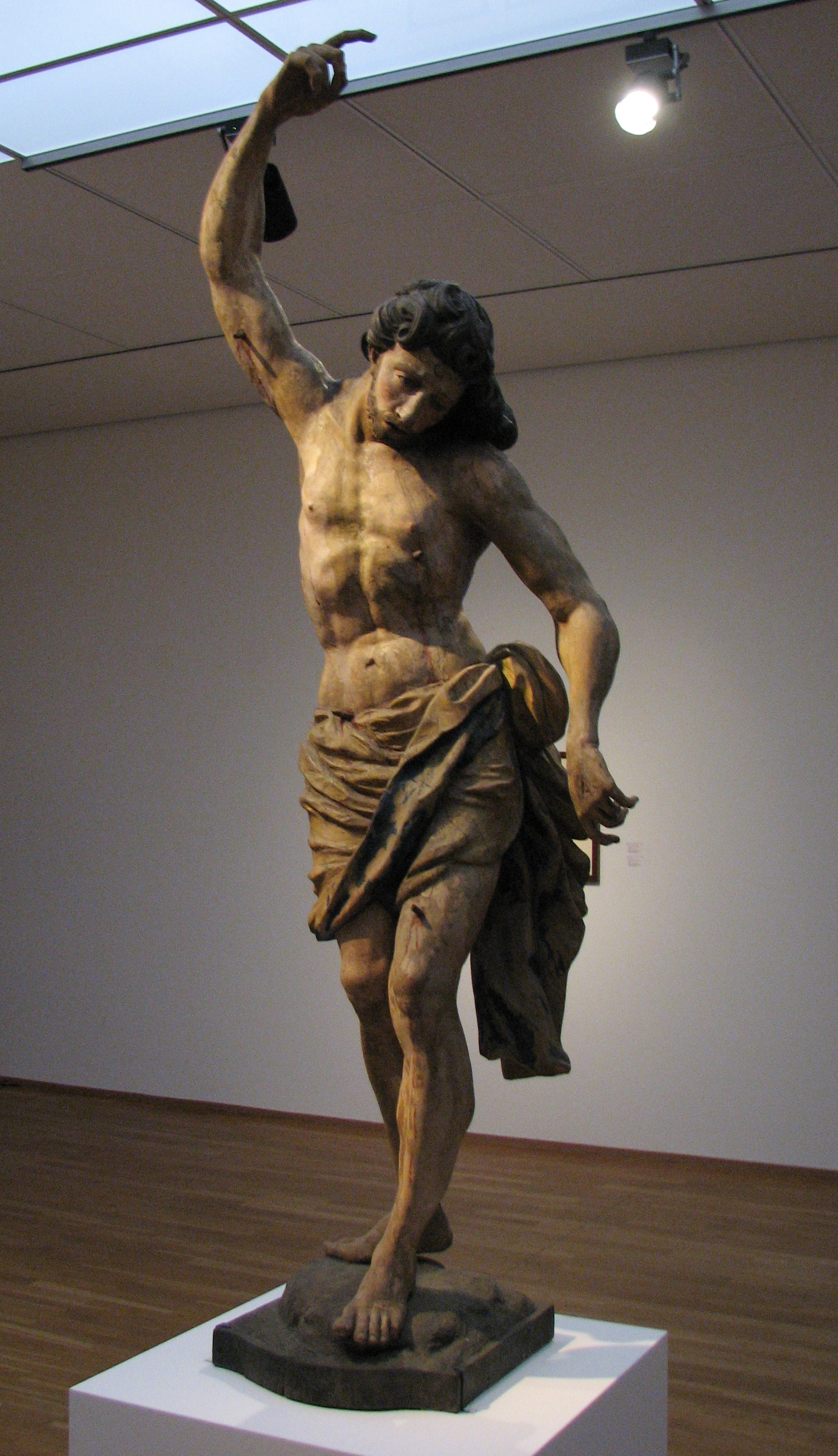
De heilige Sebastiaan

Tijdens het beleg van Augsburg door het leger van de Katholieke Liga bezweken duizenden inwoners aan honger en epidemieën. Ook het spoor van Petel is verloren gegaan in het tumult. Hij stierf waarschijnlijk aan de pest in Augsburg in januari 1635 op 33-jarige leeftijd. 

## Werk
De zogenaamde Weilheimse school van zijn geboortestad, de studie van de antieken en invloeden van hedendaagse beeldhouwers uit Italië beïnvloedden allemaal Petels stijl.  Petel oriënteerde zich niet alleen op laat-maniëristische en barokke beeldhouwkunst.Hij nam ook ideeën over uit de hedendaagse schilderkunst, zoals die van Rubens.Rubens' type van de gekruisigde Christus met zeer hoog geheven armen werden door Petel vertaald naar zijn ivoren beeldjes.  Deze stijl was zeer geschikt voor ivoorsnijwerk, omdat de figuur zo uit één stuk kon worden gemaakt.  Het ivoren kruisbeeld, dat onlangs werd ontdekt in het klooster van de Karmelieten in Pontoise, sneed hij toen hij in 1621 op negentienjarige leeftijd in Parijs was.  De invloed van Rubens en de studie van de natuur stelden hem in staat de maniëristische tendensen in de beeldhouwkunst te overstijgen. Zijn “Heilige Maria Magdalena” in de Abdij van Niedermünster liep vooruit op de hoogbarok van Bernini.
Petels werken zijn onder meer te zien in het Rubenshuis te Antwerpen, het Badisches Landesmuseum te Karlsruhe, het Maximilianmuseum en de kathedraal in Augsburg, en in het Beiers Nationaal Museum te München.